# Dama y Obrero
Dama y Obrero – amerykańska telenowela z 2013 roku. Wyprodukowana przez wytwórnię Telemundo. Jest to remake chilijskiej telenoweli Dama y Obrero wyemitowany przez TVN w 2012 roku.
Telenowela jest emitowana m.in. w Stanach Zjednoczonych na kanale Telemundo.

## Obsada
| Aktor                  | Postać                                |
| ---------------------- | ------------------------------------- |
| Ana Layevska           | Ignacia Santamaría                    |
| José Luis Reséndez     | Pedro Pérez                           |
| Fabián Ríos            | Tomás Villamayor                      |
| Felicia Mercado        | Estela                                |
| Mónica Sánchez Navarro | Margarita Pérez                       |
| Shalim Ortiz           | José Manuel Correal                   |
| Leonardo Daniel        | Mariano Santamaría                    |
| Sofía Stamatiades      | Mireya Gómez                          |
| Tina Romero            | Alfonsina                             |
| Ricardo Dalmacci       | Olegario Osculo Gómez                 |
| Christina Dieckmann    | Karina Cuervo                         |
| Lilian Tapia           | Gina Pérez                            |
| Alex Ruiz              | Christopher Melquíades Godínez „Neto" |
| Oscar Priego           | Ruben Santamaría                      |
| Roberto Plantier       |                                       |
| Yrahid Leylanni        |                                       |
| Carolina Ayala         | Lupita Pérez                          |
| Nini Vasquez           |                                       |
| Diana Quijano          |                                       |